# Surrey-Panorama Ridge (circonscription britanno-colombienne)
Pour les articles homonymes, voir Surrey.
Circonscription électorale provinciale du Canada
Surrey-Panorama Ridge est une ancienne circonscription provinciale de la Colombie-Britannique représentée à l'Assemblée législative de la Colombie-Britannique de 2001 à 2009.

## Géographie
La circonscription représentait une partie de la ville de Surrey et le district régional du Grand Vancouver.

## Liste des députés
| Législature                                                                       | Années                                                                            | Député                                                                            | Député                                                                            | Parti                                                                             |
| Surrey-Panorama Ridge Circonscription issue de Surrey-Newton et Surrey-Cloverdale | Surrey-Panorama Ridge Circonscription issue de Surrey-Newton et Surrey-Cloverdale | Surrey-Panorama Ridge Circonscription issue de Surrey-Newton et Surrey-Cloverdale | Surrey-Panorama Ridge Circonscription issue de Surrey-Newton et Surrey-Cloverdale | Surrey-Panorama Ridge Circonscription issue de Surrey-Newton et Surrey-Cloverdale |
| --------------------------------------------------------------------------------- | --------------------------------------------------------------------------------- | --------------------------------------------------------------------------------- | --------------------------------------------------------------------------------- | --------------------------------------------------------------------------------- |
| 37e                                                                               | 2001–2004                                                                         |                                                                                   | Gulzar Cheema                                                                     | Libéral                                                                           |
| 37e                                                                               | 2004-2005                                                                         |                                                                                   | Jagrup Brar                                                                       | Néo-démocrate                                                                     |
| 38e                                                                               | 2005–2009                                                                         |                                                                                   | Jagrup Brar                                                                       | Néo-démocrate                                                                     |
| Circonscription abolie, voir Surrey-Panorama                                      |                                                                                   |                                                                                   |                                                                                   |                                                                                   |